# Cephalopterus ornatus
Cephalopterus ornatus là một loài chim trong họ Cotingidae.

## Hình ảnh

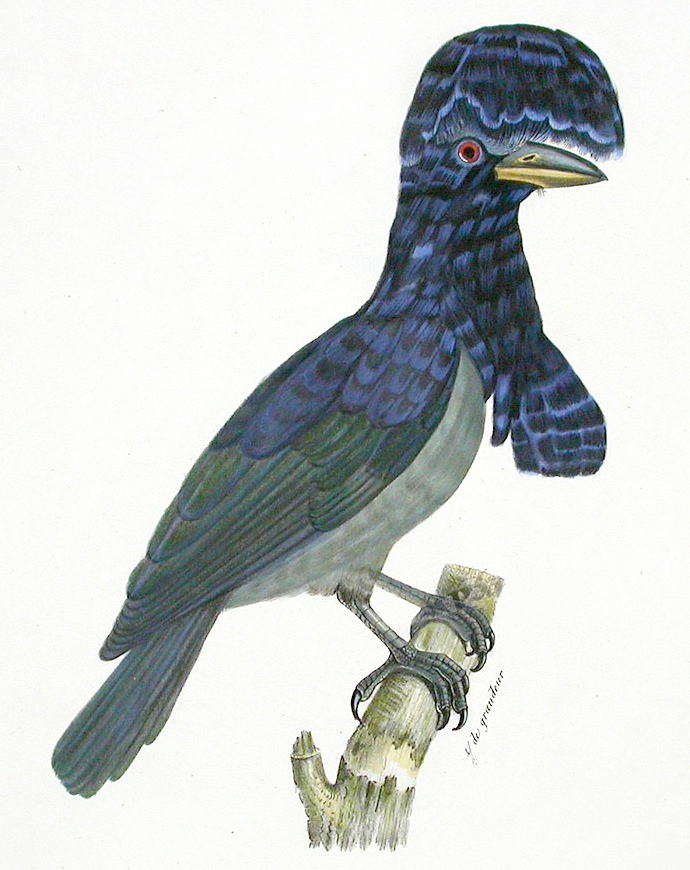
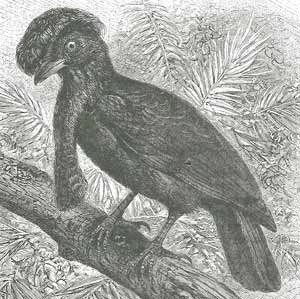